# Giuseppe Ippolito Franchi-Verney della Valetta
Giuseppe Ippolito Franchi-Verney della Valetta (Torino, 17 febbraio 1848 – Roma, 15 maggio 1911) è stato un musicologo e critico musicale italiano.

## Biografia
Figlio di Alessandro, conte della Valetta, e di Teresa Bianco, si laureò in legge a Torino nel 1868 e ottenne un impiego statale. 
Dal 1874 intraprese studi musicali sotto la guida di Antonio Marchisio e Stefano Tempia, che gli trasmisero la predilezione per la musica strumentale e sinfonica, specialmente tedesca. Si impegnò in seguito attivamente per la diffusione a Torino di tali generi musicali.
Una delle sue prime attività fu quella di gestire i concerti popolari torinesi, fondando nel 1872 la Società dei concerti popolari, che diffuse le sinfonie di Beethoven, e nel 1875 la Società del quartetto, con l'intento di far conoscere la musica da camera. Nel 1876 fu tra i promotori dell'Accademia di canto corale "Stefano Tempia".
Fu critico musicale per numerosi giornali e riviste, tra cui la Gazzetta del Popolo, il Risorgimento e la Nuova Antologia. 
Le sue pubblicazioni più importanti come musicologo furono L'Académie de France à Rome (1903), I musicisti compositori francesi all'Accademia di Francia a Roma (1904), con le quali descrisse la storia dell'accademia. L'anno successivo pubblicò I quartetti di Beethoven (1905), un'attenta analisi sui concerti tenuti dal quartetto Joachim a Roma. Nel 1910 diede alle stampe Chopin (1910), uno dei primi studi italiani dedicati al compositore polacco.
Nel 1889 sposò la violinista Teresina Tua, uno dei maggiori talenti dell'Ottocento italiano.